# Automatenstraße

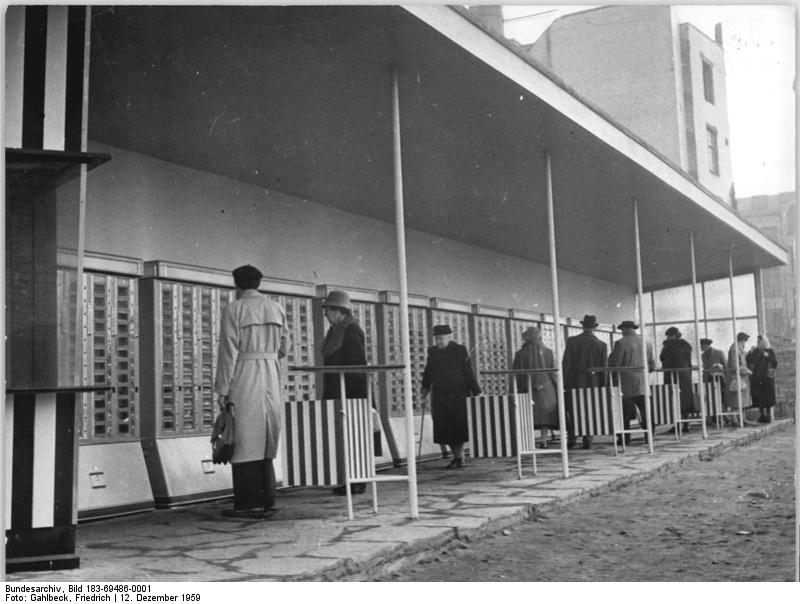
Überdachte Automatenstraße mit 16 Automaten in Karl-Marx-Stadt (Chemnitz) im Jahr 1959

Eine Automatenstraße bezeichnet eine Anreihung nebeneinander aufgestellter oder aufgehängter Selbstbedienungsautomaten, aus denen man verschiedene Produkte des täglichen Bedarfs mittels Bargeld oder elektronischen Bezahlsystemen beziehen kann. Automatenstraßen finden sich häufig in Wohngebieten, Kantinen, Automatenrestaurants, Bahnhöfen und belebten Plätzen.

## Geschichte in Deutschland
Die ersten Automatenstraßen entstanden in Deutschland in den 1950er Jahren, um die Zeiten des Ladenschlussgesetzes zu umgehen. Das Main-Taunus-Zentrum im hessischen Sulzbach beherbergte beispielsweise als eines der ersten Einkaufszentren der Bundesrepublik Deutschland im Jahr 1964 eine 32 Meter lange Automatenstraße mit 13.000 Fächern. In den 1970er Jahren verschwanden die Automatenstraßen größtenteils aus dem öffentlichen Straßenland der Bundesrepublik, da die Einbruchquote und der Betrug mit Falschmünzen einen Betrieb unrentabel machten.
In der Deutschen Demokratischen Republik verwirklichte die Handelsorganisation (HO) im Jahr 1959 mit Automatenstraßen eine der Forderungen der Leipziger Handelskonferenz.